# Globus d'Or al millor actor dramàtic
El Globus d'Or al millor actor dramàtic (anglès: Golden Globe Award for Best Actor in a Motion Picture – Drama) és un premi de cinema atorgat per la Hollywood Foreign Press Association. Com a categoria individual, s'atorga des del 1951. Abans d'aquest any, només existia una sola categoria: Millor actor, però al 1951, es va dividir i se'n van formar dues, la de millir actor dramàtic i la de millor actor musical o còmic.

## Guanyadors i nominats

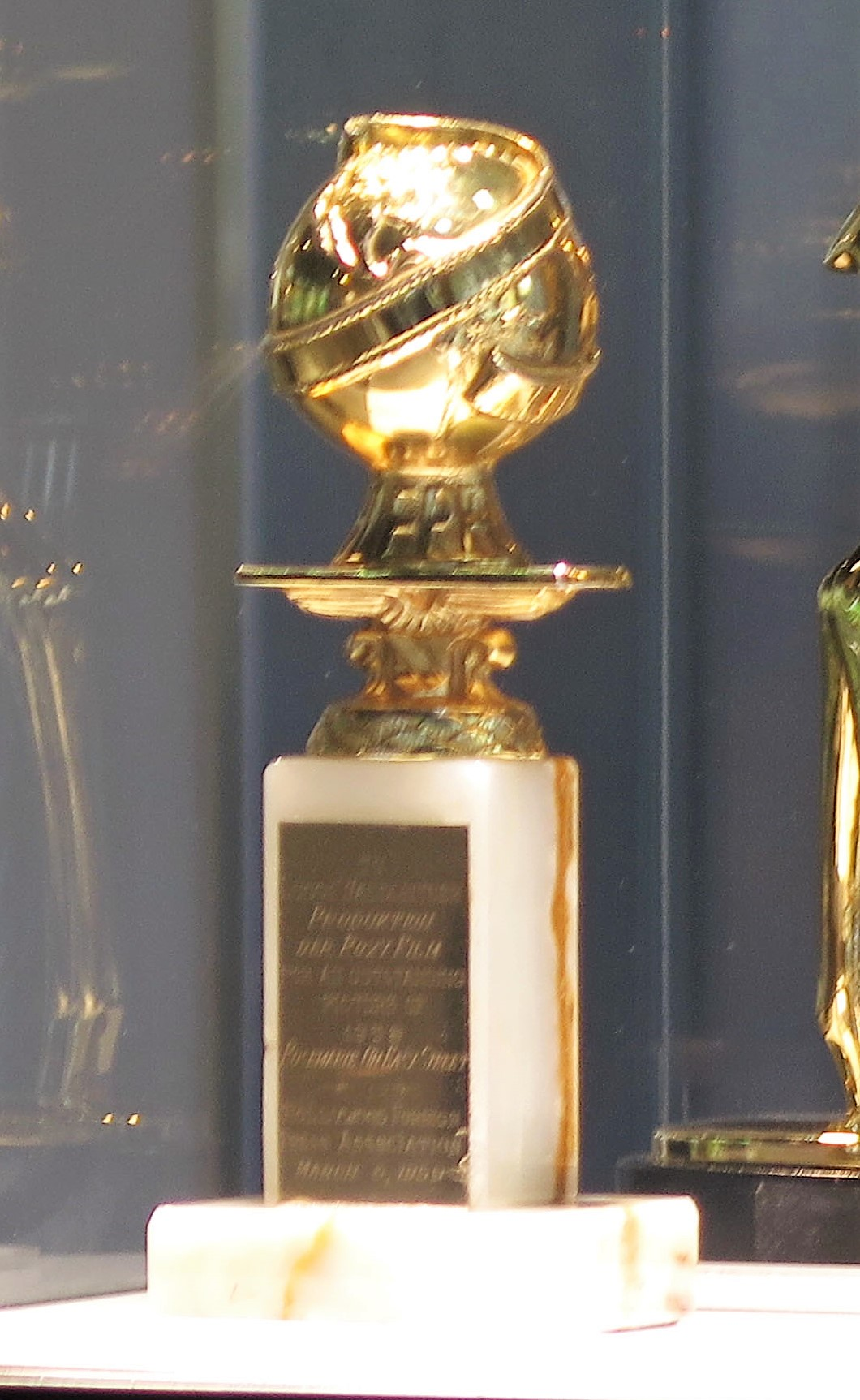
Premi Globus d'Or

### Dècada de 1940
| Any  | Actor            | Paper          | Pel·lícula         |
| ---- | ---------------- | -------------- | ------------------ |
| 1944 | Paul Lukas       | Kurt Muller    | Watch on the Rhine |
| 1945 | Alexander Knox   | Woodrow Wilson | Wilson             |
| 1946 | Ray Milland      | Don Birnam     | Dies perduts       |
| 1947 | Gregory Peck     | Penny Baxter   | El despertar       |
| 1948 | Ronald Colman    | Anthony John   | A Double Life      |
| 1949 | Laurence Olivier | Hamlet         | Hamlet             |

### Dècada de 1950
| Any  | Actor              | Paper                               | Pel·lícula                     |
| ---- | ------------------ | ----------------------------------- | ------------------------------ |
| 1950 | Broderick Crawford | Willie Stark                        | All the King's Men             |
| 1950 | Richard Todd       | Caporal Lachlan «Lachie» MacLachlan | The Hasty Heart                |
| 1951 | José Ferrer        | Cyrano de Bergerac                  | Cyrano de Bergerac             |
| 1951 | Louis Calhern      | Oliver Wendell Holmes               | The Magnificent Yankee         |
| 1951 | James Stewart      | Elwood P. Dowd                      | Harvey                         |
| 1952 | Fredric March      | Willy Loman                         | La mort d'un viatjant          |
| 1952 | Kirk Douglas       | Detectiu James McLeod               | La història d'un detectiu      |
| 1952 | Arthur Kennedy     | Larry Nevins                        | Bright Victory                 |
| 1953 | Gary Cooper        | Marshal Will Kane                   | Sol davant el perill           |
| 1953 | Charles Boyer      | Jacques Bonnard                     | The Happy Time                 |
| 1953 | Ray Milland        | Allan Fields                        | The Thief                      |
| 1954 | Spencer Tracy      | Clinton Jones                       | The Actress                    |
| 1955 | Marlon Brando      | Terry Malloy                        | La llei del silenci            |
| 1956 | Ernest Borgnine    | Marty Piletti                       | Marty                          |
| 1957 | Kirk Douglas       | Vincent van Gogh                    | Van Gogh, la passió de viure   |
| 1957 | Gary Cooper        | Jess Birdwell                       | La gran prova                  |
| 1957 | Charlton Heston    | Moisès                              | Els Deu Manaments              |
| 1957 | Burt Lancaster     | Bill Starbuck                       | The Rainmaker                  |
| 1957 | Karl Malden        | Archie Lee Meighan                  | Baby Doll                      |
| 1958 | Alec Guinness      | Coronel Nicholson                   | El pont del riu Kwai           |
| 1958 | Marlon Brando      | Major Lloyd «Ace» Gruver            | Sayonara                       |
| 1959 | David Niven        | Major Pollock                       | Taules separades               |
| 1959 | Tony Curtis        | John «Joker» Jackson                | Fugitius                       |
| 1959 | Sidney Poitier     | Noah Cullen                         | Fugitius                       |
| 1959 | Robert Donat       | Mandarí de Yang Cheng               | The Inn of the Sixth Happiness |
| 1959 | Spencer Tracy      | Santiago (el vell)                  | El vell i la mar               |

### Dècada de 1960
| Any  | Actor              | Paper                    | Pel·lícula                           |
| ---- | ------------------ | ------------------------ | ------------------------------------ |
| 1960 | Anthony Franciosa  | Sam Lawson               | Career                               |
| 1960 | Richard Burton     | Jimmy Porter             | Look Back in Ange                    |
| 1960 | Charlton Heston    | Ben-Hur                  | Ben-Hur                              |
| 1960 | Fredric March      | Jerry Kingsley           | Middle of the Night                  |
| 1960 | Joseph Schildkraut | Otto Frank               | The Diary of Anne Frank              |
| 1961 | Burt Lancaster     | Elmer Gantry             | Elmer Gantry                         |
| 1961 | Trevor Howard      | Walter Morel             | Sons and Lovers                      |
| 1961 | Laurence Olivier   | Marc Licini Cras         | Espàrtac                             |
| 1961 | Dean Stockwell     | Paul Morel               | Sons and Lovers                      |
| 1961 | Spencer Tracy      | Henry Drummond           | L'herència del vent                  |
| 1962 | Maximilian Schell  | Hans Rolfe               | Els judicis de Nuremberg             |
| 1962 | Warren Beatty      | Bud Stamper              | Esplendor a l'herba                  |
| 1962 | Maurice Chevalier  | Pannisse                 | Fanny                                |
| 1962 | Paul Newman        | Eddie Felson «El ràpid»  | El vividor                           |
| 1962 | Sidney Poitier     | Walter Lee Younger       | A Raisin in the Sun                  |
| 1963 | Gregory Peck       | Atticus Finch            | To Kill a Mockingbird                |
| 1963 | Laurence Harvey    | Wilhelm Grimm            | El meravellós món dels germans Grimm |
| 1963 | Burt Lancaster     | Robert Franklin Stroud   | L'home d'Alcatraz                    |
| 1963 | Jack Lemmon        | Joe Clay                 | Dies de vi i roses                   |
| 1963 | James Mason        | Humbert Humbert          | Lolita                               |
| 1963 | Paul Newman        | Chance Wayne             | Dolç ocell de joventut               |
| 1963 | Peter O'Toole      | Thomas Edward Lawrence   | Lawrence d'Aràbia                    |
| 1963 | Anthony Quinn      | Auda abu Tayi            | Lawrence d'Aràbia                    |
| 1964 | Sidney Poitier     | Homer Smith              | Els lliris dels prats                |
| 1964 | Marlon Brando      | Harrison Carter MacWhite | The Ugly American                    |
| 1964 | Stathis Giallelis  | Stavros Topouzoglou      | Amèrica, Amèrica                     |
| 1964 | Rex Harrison       | Juli Cèsar               | Cleòpatra                            |
| 1964 | Steve McQueen      | Rocky Papasano           | Love with the Proper Stranger        |
| 1964 | Paul Newman        | Hud Bannon               | Hud                                  |
| 1964 | Gregory Peck       | Capità Josiah Newman     | Captain Newman, M.D.                 |
| 1964 | Tom Tryon          | Stephen Fermoyle         | El cardenal                          |
| 1965 | Peter O'Toole      | Enric II d'Anglaterra    | Becket                               |
| 1965 | Anthony Franciosa  | Juan Luis Rodriguez      | Rio Conchos                          |
| 1965 | Fredric March      | President Jordan Lyman   | Seven Days in May                    |
| 1965 | Anthony Quinn      | Alexis Zorba             | Zorba the Greek                      |
| 1965 | Richard Burton     | Thomas Becket            | Becket                               |
| 1966 | Omar Sharif        | Doctor Iuri Jivago       | Doctor Jivago                        |
| 1966 | Rex Harrison       | Juli II                  | El turment i l'èxtasi                |
| 1966 | Sidney Poitier     | Gordon Ralfe             | A Patch of Blue                      |
| 1966 | Rod Steiger        | Sol Nazerman             | The Pawnbroker                       |
| 1966 | Oskar Werner       | Willie Schumann          | El vaixell dels bojos                |
| 1967 | Paul Scofield      | Thomas More              | Un home per a l'eternitat            |
| 1967 | Richard Burton     | George                   | Qui té por de Virginia Woolf?        |
| 1967 | Michael Caine      | Alfie                    | Alfie                                |
| 1967 | Steve McQueen      | Jake Holman              | El Iang-tsé en flames                |
| 1967 | Max von Sydow      | Reverend Abner Hale      | Hawai                                |
| 1968 | Rod Steiger        | Bill Gillespie           | En la calor de la nit                |
| 1968 | Alan Bates         | Gabriel Oak              | Lluny del brogit mundà               |
| 1968 | Warren Beatty      | Clyde Barrow             | Bonnie and Clyde                     |
| 1968 | Paul Newman        | Lucas «Luke» Jackson     | La llegenda de l'indomable           |
| 1968 | Spencer Tracy      | Matt Drayton             | Endevina qui ve a sopar              |
| 1968 | Sidney Poitier     | Virgil Tibbs             | En la calor de la nit                |
| 1969 | Peter O'Toole      | Enric II d'Anglaterra    | The Lion in Winter                   |
| 1969 | Alan Arkin         | John Singer              | The Heart Is a Lonely Hunter         |
| 1969 | Alan Bates         | Yakov Bok                | The Fixer                            |
| 1969 | Tony Curtis        | Albert DeSalvo           | The Boston Strangler                 |
| 1969 | Cliff Robertson    | Charlie Gordon           | Charly                               |

### Dècada de 1970
| Any  | Actor                | Paper                         | Pel·lícula                           |
| ---- | -------------------- | ----------------------------- | ------------------------------------ |
| 1970 | John Wayne           | Rooster Cogburn               | Valor de llei                        |
| 1970 | Alan Arkin           | Abraham «Popi» Rodriguez      | Popi                                 |
| 1970 | Richard Burton       | Enric VIII d'Anglaterra       | Anna dels mil dies                   |
| 1970 | Dustin Hoffman       | Enrico «Ratso» Rizzo          | Cowboy de mitjanit                   |
| 1970 | Jon Voight           | Joe Buck                      | Cowboy de mitjanit                   |
| 1971 | George C. Scott      | George Patton                 | Patton                               |
| 1971 | Melvyn Douglas       | Tom Garrison                  | I Never Sang for My Father           |
| 1971 | James Earl Jones     | Jack Jefferson                | The Great White Hope                 |
| 1971 | Jack Nicholson       | Robert Eroica Dupea           | Five Easy Pieces                     |
| 1971 | Ryan O'Neal          | Oliver Barret IV              | Love Story                           |
| 1972 | Gene Hackman         | Detectiu Jimmy «Popeye» Doyle | French Connection                    |
| 1972 | Peter Finch          | Daniel Hirsh                  | Diumenge, maleït diumenge            |
| 1972 | Malcolm McDowell     | Alex DeLarge                  | La taronja mecànica                  |
| 1972 | Jack Nicholson       | Jonathan Fuerst               | Carnal Knowledge                     |
| 1972 | George C. Scott      | Dr. Herbert Bock              | Anatomia d'un hospital               |
| 1973 | Marlon Brando        | Vito Corleone                 | El Padrí                             |
| 1973 | Laurence Olivier     | Andrew Wyke                   | L'empremta                           |
| 1973 | Michael Caine        | Milo Tindle                   | L'empremta                           |
| 1973 | Al Pacino            | Michael Corleone              | El Padrí                             |
| 1973 | Jon Voight           | Ed Gentry                     | Deliverance                          |
| 1974 | Al Pacino            | Frank Serpico                 | Serpico                              |
| 1974 | Robert Blake         | John Wintergreen              | Electra Glide in Blue                |
| 1974 | Jack Lemmon          | Harry Stoner                  | Save the Tiger                       |
| 1974 | Steve McQueen        | Henri Charrière               | Papillon                             |
| 1974 | Jack Nicholson       | SM1 Billy «Bad Ass» Buddusky  | The Last Detail                      |
| 1975 | Jack Nicholson       | J.J. «Jake» Gittes            | Chinatown                            |
| 1975 | James Caan           | Axel Freed                    | The Gambler                          |
| 1975 | Gene Hackman         | Harry Caul                    | La conversa                          |
| 1975 | Dustin Hoffman       | Lenny Bruce                   | Lenny                                |
| 1975 | Al Pacino            | Michael Corleone              | El Padrí II                          |
| 1976 | Jack Nicholson       | Randle McMurphy               | Algú va volar sobre el niu del cucut |
| 1976 | Gene Hackman         | Detectiu Jimmy «Popeye» Doyle | French Connection II                 |
| 1976 | Al Pacino            | John Wojtowicz                | Tarda negra                          |
| 1976 | Maximilian Schell    | Arthur Goldman                | The Man in the Glass Booth           |
| 1976 | James Whitmore       | Harry Truman                  | Give 'em Hell, Harry!                |
| 1977 | Peter Finch          | Howard Beale                  | Network                              |
| 1977 | David Carradine      | Woody Guthrie                 | Camí a la glòria                     |
| 1977 | Robert De Niro       | Travis Bickle                 | Taxi Driver                          |
| 1977 | Dustin Hoffman       | «Babe» Levy                   | Marathon Man                         |
| 1977 | Sylvester Stallone   | Rocky Balboa                  | Rocky                                |
| 1978 | Richard Burton       | Dr. Martin Dysart             | Equus                                |
| 1978 | Marcello Mastroianni | Gabriele                      | Una jornada particular               |
| 1978 | Al Pacino            | Bobby Deerfield               | Bobby Deerfield                      |
| 1978 | Gregory Peck         | Douglas MacArthur             | MacArthur                            |
| 1978 | Henry Winkler        | Jack Dunne                    | Heroes                               |

- 1979:[36] Jon Voight a Coming Home
  - Brad Davis a Midnight Express
  - Robert De Niro a The Deer Hunter
  - Anthony Hopkins a Magic
  - Gregory Peck a The Boys from Brazil

### 1980s
| - 1980: Dustin Hoffman a Kramer contra Kramer - Jack Lemmon a La síndrome de la Xina - Al Pacino a Justícia per a tothom - Jon Voight a The Champ - James Woods a El camp de cebes - 1981: Robert De Niro a Toro Salvatge - John Hurt a The Elephant Man - Jack Lemmon a Tribute - Peter O'Toole a The Stunt Man - Donald Sutherland a Ordinary People - 1982: Henry Fonda a On Golden Pond - Warren Beatty a Reds - Timothy Hutton a Més enllà de l'honor - Burt Lancaster a Atlantic City - Treat Williams a El príncep de la ciutat - 1983: Ben Kingsley a Gandhi - Albert Finney a Shoot the Moon - Richard Gere a Oficial i cavaller - Jack Lemmon a Missing - Paul Newman a The Verdict - 1984: Tom Courtenay a The Dresser i Robert Duvall a Tender Mercies (empat) - Tom Conti a Reuben, Reuben - Richard Farnsworth a The Grey Fox - Albert Finney a L'ajudant de camerino - Al Pacino a Scarface - Eric Roberts a Star 80 | - 1985: F. Murray Abraham a Amadeus - Jeff Bridges a Starman - Albert Finney a Under the Volcano - Tom Hulce a Amadeus - Sam Waterston a The Killing Fields - 1986: Jon Voight a Runaway Train - Harrison Ford a Witness - Gene Hackman a Twice in a Lifetime - William Hurt a O Beijo da Mulher Aranha - Raul Julia a O Beijo da Mulher Aranha - 1987: Bob Hoskins a Mona Lisa - Harrison Ford a The Mosquito Coast - Dexter Gordon a Round Midnight - William Hurt a Children of a Lesser God - Jeremy Irons a The Mission - Paul Newman a The Color of Money - 1988: Michael Douglas a Wall Street - John Lone a The Last Emperor - Jack Nicholson a Ironweed - Nick Nolte a Weeds - Denzel Washington a Cry Freedom - 1989: Dustin Hoffman a Rain Man - Gene Hackman a Mississippi Burning - Tom Hulce a Dominick and Eugene - Edward James Olmos a Stand and Deliver - Forest Whitaker a Bird |

### 1990s
| - 1990: Tom Cruise a Born on the Fourth of July - Daniel Day-Lewis a My Left Foot - Jack Lemmon a Dad - Al Pacino a Sea of Love - Robin Williams a Dead Poets Society - 1991: Jeremy Irons a Reversal of Fortune - Kevin Costner a Ballant amb llops - Richard Harris a The Field - Al Pacino a The Godfather: Part III - Robin Williams a Awakenings - 1992: Nick Nolte a Prince of Tides - Warren Beatty a Bugsy - Kevin Costner a JFK - Robert De Niro a El cap de la por - Anthony Hopkins a El silenci dels anyells - 1993: Al Pacino a Scent of a Woman - Tom Cruise a A Few Good Men - Robert Downey Jr. a Chaplin - Jack Nicholson a Hoffa - Denzel Washington a Malcolm X - 1994: Tom Hanks a Philadelphia - Daniel Day-Lewis a In the Name of the Father - Harrison Ford a The Fugitive - Anthony Hopkins a The Remains of the Day - Liam Neeson a Schindler's List | - 1995: Tom Hanks a Forrest Gump - Morgan Freeman a The Shawshank Redemption - Paul Newman a Nobody's Fool - Brad Pitt a Legends of the Fall - John Travolta a Pulp Fiction - 1996: Nicolas Cage a Leaving Las Vegas - Richard Dreyfuss a Mr. Holland's Opus - Anthony Hopkins a Nixon - Ian McKellen a Richard III - Sean Penn a Dead Man Walking - 1997: Geoffrey Rush a Shine - Ralph Fiennes a The English Patient - Mel Gibson a Ransom - Woody Harrelson a The People vs. Larry Flynt - Liam Neeson a Michael Collins - 1998: Peter Fonda a Ulee's Gold - Matt Damon a Good Will Hunting - Daniel Day-Lewis a The Boxer - Leonardo DiCaprio a Titanic - Djimon Hounsou a Amistad - 1999: Jim Carrey a The Truman Show - Stephen Fry a Wilde - Tom Hanks a Saving Private Ryan - Ian McKellen a Gods and Monsters - Nick Nolte a Affliction |

### 2000s
| - 2000: Denzel Washington a The Hurricane - Russell Crowe a El dilema - Matt Damon a L'enginyós senyor Ripley - Richard Farnsworth a The Straight Story - Kevin Spacey a American Beauty - 2001: Tom Hanks a Cast Away - Javier Bardem a Before Night Falls - Russell Crowe a Gladiator - Michael Douglas a Joves prodigiosos a Wonder Boys - Geoffrey Rush a Quills - 2002: Russell Crowe a A Beautiful Mind - Kevin Spacey a Lligant caps - Will Smith a Alí - Billy Bob Thornton a The Man Who Wasn't There - Denzel Washington a Training day: dia d'entrenament - 2003: Jack Nicholson a About Schmidt - Adrien Brody a El pianista - Michael Caine a L'americà impassible - Daniel Day-Lewis a Gangs of New York - Leonardo DiCaprio a Catch Me if You Can - 2004: Sean Penn a Mystic River - Russell Crowe a Master and Commander: The Far Side of the World - Tom Cruise a L'últim samurai - Ben Kingsley a House of Sand and Fog - Jude Law a Cold Mountain | - 2005: Leonardo DiCaprio a The Aviator - Javier Bardem a Mar adentro - Don Cheadle a Hotel Rwanda - Johnny Depp a Descobrir el País de Mai Més - Liam Neeson a Kinsey - 2006: Philip Seymour Hoffman a Capote - Russell Crowe a Cinderella Man - Terrence Howard a Hustle & Flow - Heath Ledger a Brokeback Mountain - David Strathairn a Bona nit i bona sort - 2007: Forest Whitaker a The Last King of Scotland - Leonardo DiCaprio a Diamant de sang - Leonardo DiCaprio a Infiltrats - Peter O'Toole a Venus - Will Smith a La recerca de la felicitat - 2008: Daniel Day-Lewis a There Will Be Blood - George Clooney a Michael Clayton - James McAvoy a Expiació - Viggo Mortensen a Promeses de l'est - Denzel Washington a American Gangster - 2009: Mickey Rourke a The Wrestler - Leonardo DiCaprio a Revolutionary Road - Frank Langella a Frost/Nixon - Sean Penn a Em dic Harvey Milk - Brad Pitt a El curiós cas de Benjamin Button |

### 2010s
| - 2010: Jeff Bridges a Crazy Heart - George Clooney a Up in the Air - Colin Firth a A Single Man - Morgan Freeman a Invictus' - Tobey Maguire a Brothers - 2011: Colin Firth a The King's Speech - Jesse Eisenberg a The Social Network - James Franco a 127 Hours - Ryan Gosling a Blue Valentine - Mark Wahlberg a The Fighter - 2012: George Clooney a The Descendants - Leonardo DiCaprio a J. Edgar - Michael Fassbender a Shame - Ryan Gosling a Els idus de març - Brad Pitt a Moneyball - 2013: Daniel Day-Lewis a Lincoln - Richard Gere a Arbitrage - Joaquin Phoenix a The Master - Denzel Washington a Flight - John Hawkes a The Sessions - 2014: Matthew McConaughey a Dallas Buyers Club - Chiwetel Ejiofor a 12 Years a Slave - Tom Hanks a Captain Phillips - Idris Elba a Mandela: Long Walk to Freedom - Robert Redford a All Is Lost | - 2015: Eddie Redmayne a The Theory of Everything - Benedict Cumberbatch a The Imitation Game - David Oyelowo a Selma - Steve Carell a Foxcatcher - Jake Gyllenhaal a Nightcrawler - 2016: Leonardo DiCaprio a The Revenant - Will Smith a Concussion - Michael Fassbender a Steve Jobs - Eddie Redmayne a The Danish Girl - Bryan Cranston a Trumbo - 2017: Casey Affleck a Manchester by the Sea - Joel Edgerton a Loving - Andrew Garfield a Hacksaw Ridge - Viggo Mortensen a Capità fantàstic - Denzel Washington a Fences - 2018: Gary Oldman a Darkest Hour - Timothée Chalamet a Call Me By Your Name - Daniel Day-Lewis a Phantom Thread - Tom Hanks a The Post - Denzel Washington a Roman J. Israel, Esq. - 2019: Rami Malek a Bohemian Rhapsody - Bradley Cooper a A Star is Born - Willem Dafoe a At Eternity's Gate - Lucas Hedges a Boy Erased - John David Washington a BlacKkKlansman |

### 2020s
- 2020:[77] Joaquin Phoenix a Joker
  - Christian Bale a Ford v Ferrari
  - Antonio Banderas a Dolor y gloria
  - Adam Driver a Marriage Story
  - Jonathan Pryce a The Two Popes
- 2021:[78] Chadwick Boseman a Ma Rainey's Black Bottom
  - Riz Ahmed a Sound of Metal
  - Anthony Hopkins a The Father
  - Gary Oldman a Mank
  - Tahar Rahim a The Mauritanian
- 2022:[79] Will Smith a King Richard
  - Mahershala Ali a Swan Song
  - Javier Bardem a Being the Ricardos
  - Benedict Cumberbatch a The Power of the Dog
  - Denzel Washington a The Tragedy of Macbeth

## Múltiples nominacions
| Nº de nominacions | Actor(s) |
| ----------------- | --- |
| 10                | Al Pacino |
| 9                 | Denzel Washington |
| 8                 | Leonardo DiCaprio, Jack Nicholson |
| 7                 | Daniel Day-Lewis, Paul Newman |
| 6                 | Tom Hanks, Jack Lemmon |
| 5                 | Richard Burton, Russell Crowe, Gene Hackman, Dustin Hoffman, Anthony Hopkins, Peter O'Toole, Gregory Peck, Sidney Poitier, Jon Voight |
| 4                 | Warren Beatty, Marlon Brando, Robert De Niro, Burt Lancaster, Will Smith, Spencer Tracy |
| 3                 | Javier Bardem, Michael Caine, George Clooney, Tom Cruise, Albert Finney, Harrison Ford, Fredric March, Steve McQueen, Liam Neeson, Nick Nolte, Laurence Olivier, Sean Penn, Brad Pitt |
| 2                 | Alan Arkin, Alan Bates, Jeff Bridges, Gary Cooper, Kevin Costner, Benedict Cumberbatch, Tony Curtis, Matt Damon, Kirk Douglas, Michael Douglas, Richard Farnsworth, Michael Fassbender, Peter Finch, Colin Firth, Henry Fonda, Morgan Freeman, Richard Gere, Ryan Gosling, Rex Harrison, Charlton Heston, Tom Hulce, William Hurt, Jeremy Irons, Ben Kingsley, Ian McKellen, Ray Milland, Viggo Mortensen, Joaquin Phoenix, Gary Oldman, Anthony Quinn, Eddie Redmayne, Geoffrey Rush, Maximilian Schell, George C. Scott, Kevin Spacey, Rod Steiger, Forest Whitaker, Robin Williams |

## Múltiples premis
| Nº de premis | Actor(s) |
| ------------ | --- |
| 3            | Tom Hanks (2 de consecutius), Jack Nicholson (2 de consecutius)                                                        |
| 2            | Marlon Brando, Daniel Day-Lewis, Leonardo DiCaprio, Dustin Hoffman, Peter O'Toole, Al Pacino, Gregory Peck, Jon Voight |